# Apanteles nephoptericis
Apanteles nephoptericis är en stekelart som först beskrevs av Alpheus Spring Packard 1864.  Apanteles nephoptericis ingår i släktet Apanteles och familjen bracksteklar. Inga underarter finns listade i Catalogue of Life.